# Paul Bosvelt
Paul Bosvelt (ur. 26 marca 1970 w Doetinchem) – holenderski piłkarz, grający na pozycji pomocnika.
Bosvelt jest wychowankiem małego klubu SC Doesburg. Pierwszym profesjonalnym klubem był Go Ahead Eagles, z którym awansował w sezonie 1991–1992 do Eredivisie. W barwach swojego klubu grał przez 2 sezony, po czym przeszedł do silniejszego FC Twente, w którym regularnie przez 3 lata zdobywał po 7 bramek w sezonie. Było oczywiste, że zainteresuje się nim ktoś z Wielkiej Trójki: AFC Ajax, PSV Eindhoven czy Feyenoord. Bosvelt ostatecznie trafił do tego trzeciego klubu. W Feyenoordzie również spisywał się bardzo dobrze. Był czołową postacią środkowej linii. Przez 6 lat (1997–2003) Bosvelt rozegrał w czerwono-białych barwach 167 meczów, strzelając 36 goli. Jako kapitan wzniósł jako pierwszy zdobyty w 2002 roku Puchar UEFA. Ma także na koncie jeden tytuł Mistrza Holandii w 1999 roku. W 2003 roku Bosvelt opuścił Holandię i trafił do Premier League do Manchesteru City. Przez 2 sezony rozgrywając w tamtejszej lidze 53 mecze i zdobywając 2 gole. Od lata 2005 do 2007 roku Bosvelt był zawodnikiem sc Heerenveen.
W reprezentacji Holandii Bosvelt zadebiutował 29 marca 2000 roku w zremisowanym 2-2 meczu z Belgią. Obecnie już zakończył reprezentacyjną karierę którą zakończył na Euro 2004 po przegranym 2-3 meczu z Czechami. Jego dorobek w narodowych barwach to 24 mecze, w których nie zdobył gola.

## Kluby
| Sezon   | Klub            | Rozgrywki             | Mecze | Bramki |
| ------- | --------------- | --------------------- | ----- | ------ |
| 1989/90 | Go Ahead Eagles | Eerste divisie        | 32    | 2      |
| 1990/91 | Go Ahead Eagles | Eerste divisie        | 26    | 8      |
| 1991/92 | Go Ahead Eagles | Eerste divisie        | 27    | 4      |
| 1992/93 | Go Ahead Eagles | Eredivisie            | 22    | 4      |
| 1993/94 | Go Ahead Eagles | Eredivisie            | 32    | 9      |
| 1994/95 | FC Twente       | Eredivisie            | 33    | 7      |
| 1995/96 | FC Twente       | Eredivisie            | 32    | 7      |
| 1996/97 | FC Twente       | Eredivisie            | 31    | 7      |
| 1997/98 | Feyenoord       | Eredivisie            | 30    | 4      |
| 1998/99 | Feyenoord       | Eredivisie            | 33    | 4      |
| 1999/00 | Feyenoord       | Eredivisie            | 32    | 8      |
| 2000/01 | Feyenoord       | Eredivisie            | 20    | 8      |
| 2001/02 | Feyenoord       | Eredivisie            | 31    | 7      |
| 2002/03 | Feyenoord       | Eredivisie            | 31    | 2      |
| 2003/04 | Manchester City | Premier League        | 25    | 0      |
| 2004/05 | Manchester City | Premier League        | 28    | 2      |
| 2005/06 | sc Heerenveen   | Eredivisie            | 30    | 4      |
| 2006/07 | sc Heerenveen   | Eredivisie            | 28    | 1      |
|         |                 | Łącznie w Eredivisie  | 385   | 72     |
|         |                 | Łącznie w Premiership | 53    | 2      |